# ملقط ليزر

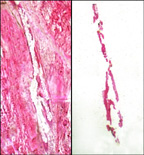

تستعمل ملاقط الليزر للإمساك بالأجسام الصغيرة مثل الذرة أو الخلية بدون إتلافها، وتثبيتها لإجراء الدراسات عليها.
كما يمكن استعمال مقصات الليزر في قطع الأشياء، في العمليات الجراحية التي تتطلب الدقة.

## الحفاظ على الخلايا من التلف
تعمل ملاقط الليزر بجعل الضوء يصطدم بالخلية فيبذل عليها شغلاً -قليلا جداً- يؤدي لدفع الخلية، وبتوجيه عدة ملاقط يمكن تثبيت الخلية دون لمسها، وبالتالي بدون إتلافها.